# La Bottega dell'Arte (1975)
La Bottega dell'Arte è il primo album della gruppo musicale romano La Bottega dell'Arte, uscito nel 1975.
Il gruppo è composto da due fratelli, Piero e Massimo Calabrese, ed altri tre componenti che si conoscono sin dall'infanzia.
Il complesso, seguendo la tradizione melodica italiana, miscela abilmente musiche ispirate al pop adolescenziale in voga in quegli anni con interessanti esperimenti al limite della musica oggi definita come rock progressive, spaziando da ballate acustiche come Ripensare lei, utilizzata come Lato B del singolo Come due bambini, fino a brani di grande atmosfera sonora come la strumentale Mare nostrum, pubblicata come brano di chiusura e inserita l'anno successivo come Lato B nel singolo Amore nei ricordi.

## Descrizione
L'esordio del disco è anticipato dall'uscita del singolo Come due bambini, dove la voce del gruppo, Fernando Ciucci ci racconta l'amore di due giovani che si stringono intensamente sotto le coperte, carezzandosi, proteggendosi proprio "come due bambini, che la paura sempre troverà vicini". Il singolo diventerà un immediato successo della band, riuscendo ad entrare addirittura nei primi dieci posti della classifica, superando in termine di vendite i singoli del periodo di gruppi più affermati nello stesso genere musicale, su tutti i Pooh, dominatori delle classifiche anni settanta con i loro brani delicati dedicati all'amore.
La scelta dell'accoppiata Come due bambini-Ripensare a lei, i due brani più "semplici" del disco, permette al gruppo di potersi permettere un seguito, che sfocerà, nel 1976 con la pubblicazione di un 45 giri che non trova spazio in alcun album di studio, Amore nei ricordi, altro brano passato alla storia personale del gruppo come uno dei più riusciti ed apprezzati del periodo.
La strumentale Mare nostrum, che viene inclusa come fortunato Lato B del singolo, riesce addirittura a partecipare ed arrivare seconda al Festivalbar 1976.
Se il tema dell'amore si trova in diverse canzoni dell'album, una particolare menzione meritano proprio "Noi nel bene, noi nel male" e "Amore non amore" dove gli intrecci vocali e dei sofisticati arrangiamenti strumentali arrivano a vette di raffinatezza degna dei più esperti colleghi delle hit-parade nostrane, in anni nei quali la concorrenza fra complessi simili, figli di un percorso musicale lanciato da complessi come i Pooh, ha dato alla nostra musica molti degli evergreen che popolano la cultura musicale dell'Italia.
Non basta solo l'utilizzo delle voci e una tecnica strumentale per dare vita ad un album variegato com'è questo esordio del gruppo romano.
In Camelot troviamo melodie dissonanti mischiate a sezioni più commerciali, il tutto condito in una composizione musicale che scorre tra le musiche medioevali e i tentativi di sembrare internazionali con coretti e chitarre che fanno l'eco ai Queen e ai Genesis.
L'album si apre con la suite di "Il fiume, il villaggio, la miniera", brano suddiviso in tre sezioni ben distinte, passando da composizioni strumentali a strofe e ritornelli puramente "pop" fino a concludere con musiche che portano l'ascoltatore ad atmosfere folk da sagra paesana.
L'abilità sta nel riuscire a non cadere nel banale, abbinando testi piuttosto sognanti e rarefatti, non rinunciando ad una semplicità di fondo che ha la potenzialità di catturare sia un pubblico più "easy" che uno più "maturo".
Particolari sono infatti l'utilizzo dei flauti e del clavicembalo. Prova tangibile di una decisa influenza progressive sono anche i brani "A Cynthia" e "Un'esistenza".

## Tracce
1. Il fiume, il villaggio, la miniera - 5'30"
2. Come due bambini - 3'18"
3. Ripensare a lei - 3'12"
4. Camelot - 5'16"
5. Noi nel bene, noi nel male - 3'44"
6. Un'esistenza - 5'59"
7. Amore non amore - 3'26"
8. A Cynthia - 5'30"
9. Mare nostrum - 4'38"

## Formazione
- Piero Calabrese: voce, tastiere
- Massimo Calabrese: basso, chitarre
- Romano Musumarra: tastiere, flauto, chitarre
- Fernando Ciucci: voce, chitarre
- Alberto Bartoli: batteria, percussioni

## Singoli
- Come due bambini - Ripensare a lei